# Pothyne andamanica
Pothyne andamanica là một loài bọ cánh cứng trong họ Cerambycidae.